# Amherst (Texas)
Amherst es una ciudad ubicada en el condado de Lamb en el estado estadounidense de Texas. En el Censo de 2010 tenía una población de 721 habitantes y una densidad poblacional de 304,24 personas por km².

## Geografía
Amherst se encuentra ubicada en las coordenadas 34°0′43″N 102°24′53″O / 34.01194, -102.41472. Según la Oficina del Censo de los Estados Unidos, Amherst tiene una superficie total de 2.37 km², de la cual 2.37 km² corresponden a tierra firme y (0%) 0 km² es agua.

## Demografía
Según el censo de 2010, había 721 personas residiendo en Amherst. La densidad de población era de 304,24 hab./km². De los 721 habitantes, Amherst estaba compuesto por el 68.38% blancos, el 4.72% eran afroamericanos, el 3.19% eran amerindios, el 0% eran asiáticos, el 0% eran isleños del Pacífico, el 20.53% eran de otras razas y el 3.19% pertenecían a dos o más razas. Del total de la población el 48.4% eran hispanos o latinos de cualquier raza.